# Лазар Мутап
Лазар Мутап-Чачанин (Ћушајић), рођен је у селу Буђево код Сјенице, на Пештерској висоравни под именом Лазар Ћушајић. Био је учесник Првог српског устанка и Моравски војвода. 
На почетку Првог српског устанка 1804. године заједно са својим братом је у селу Буђеву из освете живе спалио на спавању потуричког заповедника Ганића и његових 20 полицајаца потурчених Срба који су бахато натерали Лазареву породицу да их гости и заноћили су у његовој кући брвнари. Због страха од одмазде иселио се у село Прислоница, поред Чачка, а његов брат се касније потурчио и постао сурови убица над православним Србима. Због настањивања у околини Чачка добио је надимак Чачанин и завладало је до данас погрешно уверење да је он из чачанског краја, а заправо је он дошао из околине Сјенице тек са почетком устанка. Пре Првог српског устанка Лазар се бавио мутавџијским занатом, па отуда потиче његово презиме. „Био је црномањаст, црвен у образу, крвавих очију, средња стаса, округласт; добар бињеџија. Носио је црвену читу (поповску капу). Он је здраво сурове нарави био, и млоге војнике сам својом руком тукао и убијао, стога су га војници мрзили.“

## Први српски устанак
Када је букнуо устанак, међу првима је стао у строј старешина Рудничке нахије. Био је први буљукбаша код војводе Милана Обреновића. У првој устаничкој години њему припадају највеће заслуге за освајање Чачка.
Током устанка, учествовао је у борбама против Турске од реке Дрине до Делиграда. Године 1805. тукао се за ослобођење Карановца и Ужица, а годину дана касније истакао се у борбама на Дрини и Мишару.
Критичне 1809. године учествовао је у Карађорђевој офанзиви на Новопазарски санџак, борећи се на простору Пријепоља и Сјенице, а наредне је поново на Дрини у борбама код Баурића и Лознице. Када је заједно са Карађорђем маја 1809. привремено ослободио Сјеницу, а после битке на Суходолу ослободио накратко и Пештер, жеља га је повукла да дође у своје село Буђево на Пештери и ту угости Карађорђа. Спремајући се да заноћи у кући Ћушајића у Буђеву, Карађорђе је у шали рекао Лазару: "Којекуде, Лазаре, 'оћеш ли и мене запалити као Ганића ако овде заноћим?"
Карађорђе је за лозничку битку рекао да је трајала осам сати непрекидног рвања Срба и Турака, а читава два сата сударима голим сабљама и да такве баталије до тада није било у Србији. У тим борбама на Дрини, Лаза Мутап је рањен у руку.(1810), а годину дана након тога Карађорђе га је извикао (прогласио) за војводу.
Последње године Првог српског устанка (1813), Мутап се борио на Делиграду и на Морави. Са својом војском се најпре налазио у шанчевима на Мозгову, где су устаници катастрофално поражени.
Ту је страдало 2.000 Срба, а пораз је приморао Мутапа и Вујицу Вулићевића да напусте шанчеве и повуку се у Делиград. Када је то дознао Карађорђе, са дринског ратишта им је поручио да боље сви помру, него да шанчеве остављају.
За разлику од многих српских устаничких старешина, Мутап је после слома устанка остао у Србији.

## Други српски устанак
Као искрени сарадник Милоша Обреновића, налазио се у најужем кругу људи за организацију и дизање Другог српског устанка. Учествовао је на два тајна састанка народних првака у селу Рудовци, у кући попа Ранка, у густој шуми под Милићевим брдом и Вреоцима.
Тада је одлучено да се на турске зулуме одговори оружјем. Чекало се само годину дана и Милош Обреновић је на Таковском скупу подигао Други српски устанак.
Рудничка, Чачанска и Крагујевачка нахија, са ослонцем на масив Рудника, чиниле су територијалну основу устанка.

## Рањавање и смрт
После пораза устаника на Љубићу, где је погинуо и Карађорђев барјактар Танаско Рајић, Турци су даљим борбама на простору Чачка претрпели тежак пораз, којом приликом је на Морави погинуо и Имшир-паша. У тој борби је погинуо и Лазар Мутап 1815. године, нападајући шанчеве у којима су били Турци око чачанске џамије. Мутапове снаге су биле надјачале ушанчене Турке, али се догодило то да су Турски војници, који су се повлачили из Коњевића, повукли у Чачак, право Мутапу иза леђа, и ту га притисли између две ватре. Мутап бива рањен и одатле одлази у своје село Прислоницу, а затим и у Горњу Трепчу, где ускоро подлеже повредама.
Сахрањен је првобитно у Горњој Трепчи, а касније су му кости пренете у манастир Вујан, где се још чува његов војводски барјак.
Устаници су после заузимања Чачка, кренули у силовиту потеру за Турцима који су кренули у Новопазарски санџак. У тој бежанији изгинуло је много Турака на планини Јелици, а остатак су дотукли старовлашки хајдуци.
После овог пораза, хајдуци су одржали збор и рекли да су осветили главу војводе Лазара Мутапа.